# 羽後長野駅
羽後長野駅（うごながのえき）は、秋田県大仙市長野字柳田にある、東日本旅客鉄道（JR東日本）田沢湖線の駅である。

## 歴史

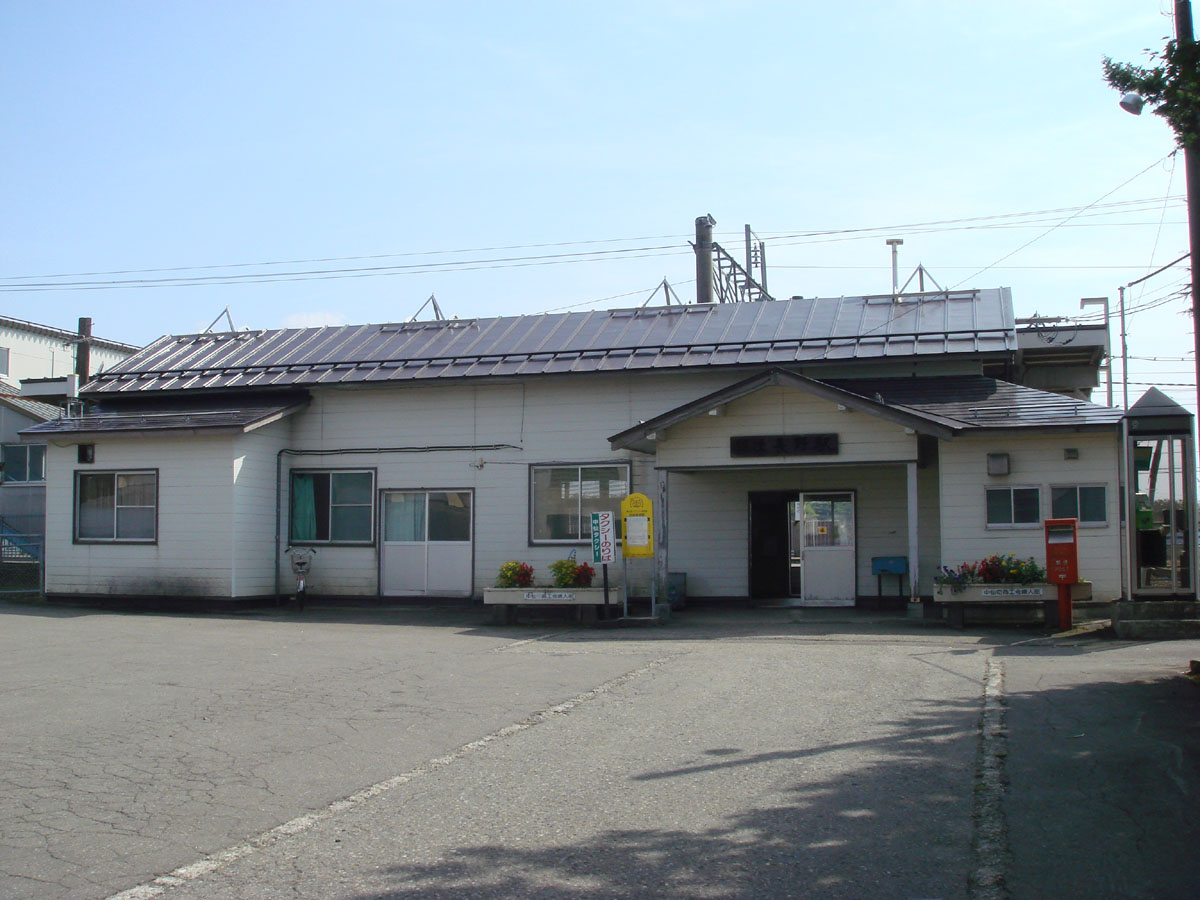
旧駅舎（2006年10月）

かつては急行「たざわ」が停車していた。

### 年表
- 1921年（大正10年）7月30日：鉄道省（のちに日本国有鉄道）生保内軽便線の駅として開業[2]。
- 1922年（大正11年）9月2日：路線名改称に伴い、生保内線の駅となる[3]。
- 1966年（昭和41年）10月20日：路線改編に伴い、田沢湖線の駅となる。
- 1980年（昭和55年）9月20日：貨物の取り扱いを廃止[新聞 1]
- 1986年（昭和61年）12月25日：荷物の扱いを廃止[4]。駅員無配置駅となり[5]、簡易委託化[新聞 2][新聞 3]。
- 1987年（昭和62年）4月1日：国鉄分割民営化により、JR東日本の駅となる[6]。
- 2009年（平成21年）
  - 3月15日：現駅舎の使用を開始[新聞 4]。
  - 3月27日：上記の記念セレモニーを開催[新聞 4]。
- 2020年（令和2年）10月1日：角館駅の業務委託化に伴い、大曲駅管理となる。
- 2024年（令和6年）10月1日：えきねっとQチケのサービスを開始[1][報道 1]。

## 駅構造
相対式ホーム2面2線を有する地上駅である。互いのホームは跨線橋で連絡している。
大曲駅管理の簡易委託駅で、窓口が設置されている。
開業当時からの木造駅舎が残っていたが、2008年（平成20年）12月からJR東日本秋田建築技術センターの設計・施工により新駅舎の建設工事が行われ、2009年（平成21年）3月15日に使用開始された。2代目駅舎は公共施設機能を併せ持っており、駅施設のほかに交流ホールとトイレを併設している。鉄骨造り平屋建ての119平方メートルで、うち駅が25平方メートルである。外観は大仙市大神成地区にある指定文化財の、米や衣類などの保管庫として使われてきた「水板倉」をイメージしている。

### のりば
| 番線 | 路線      | 方向 | 行先             |
| ---- | --------- | ---- | ---------------- |
| 1・2 | ■田沢湖線 | 上り | 角館・田沢湖方面 |
| 1・2 | ■田沢湖線 | 下り | 大曲方面         |

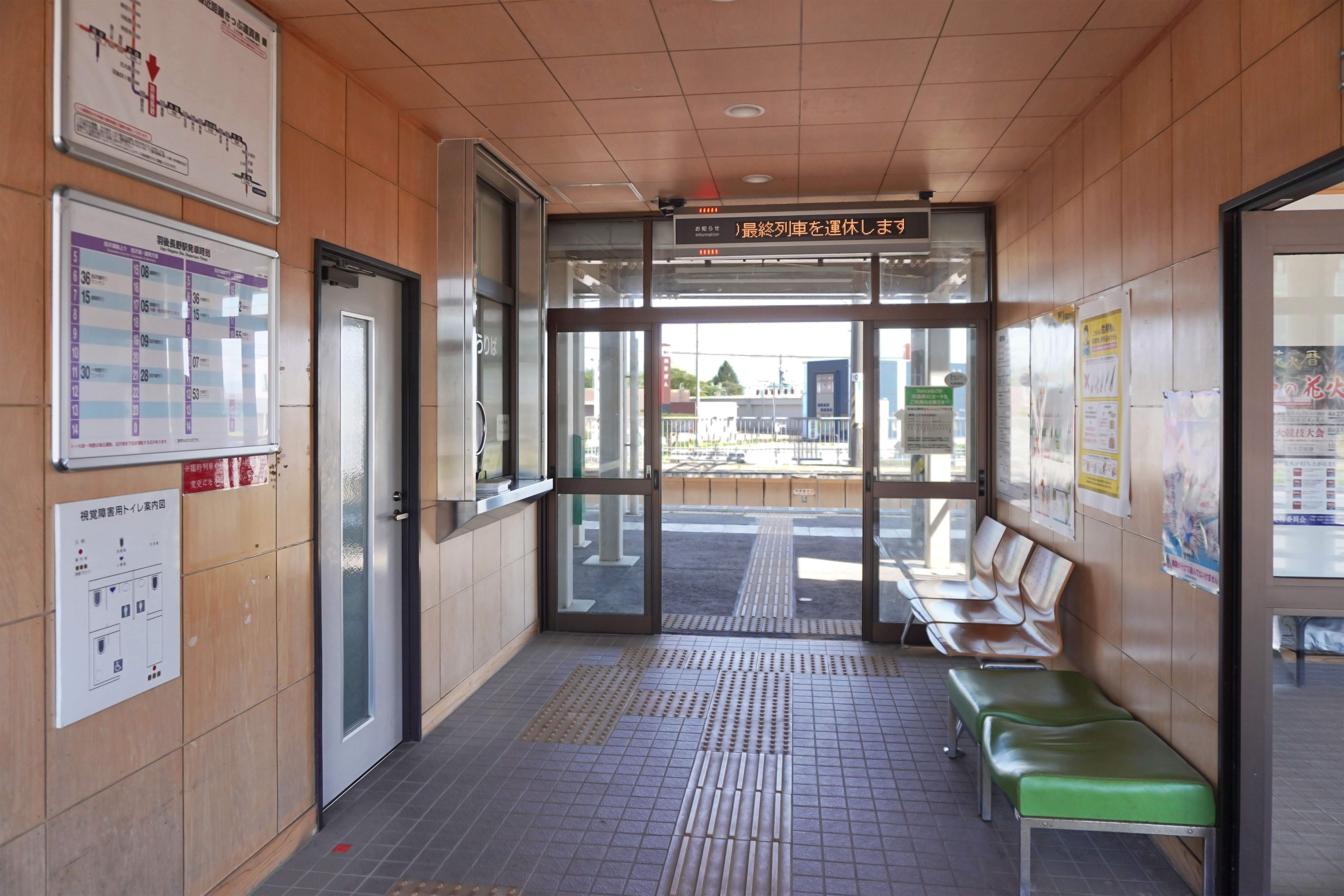
改札口（2024年5月）
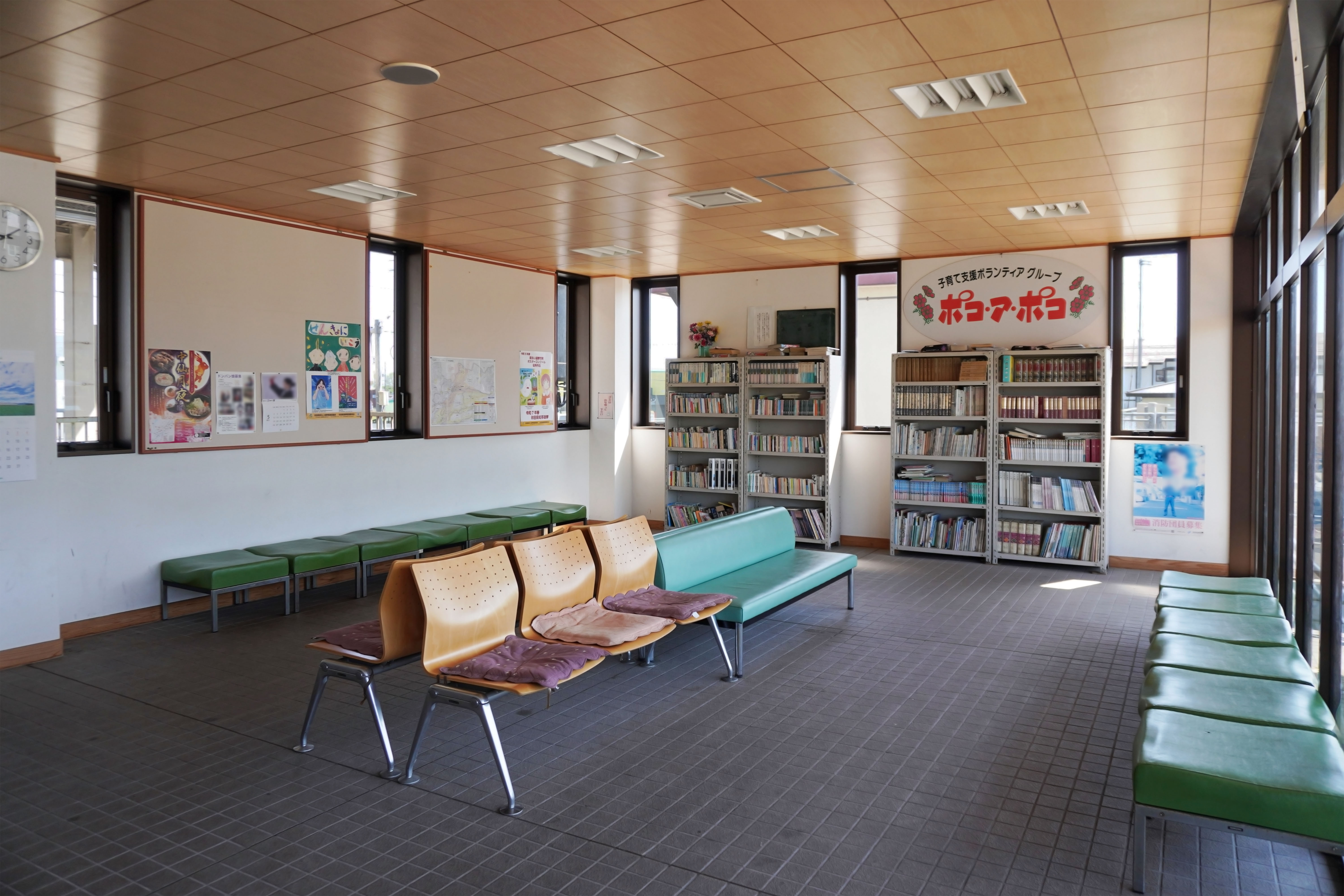
待合室（2024年5月）
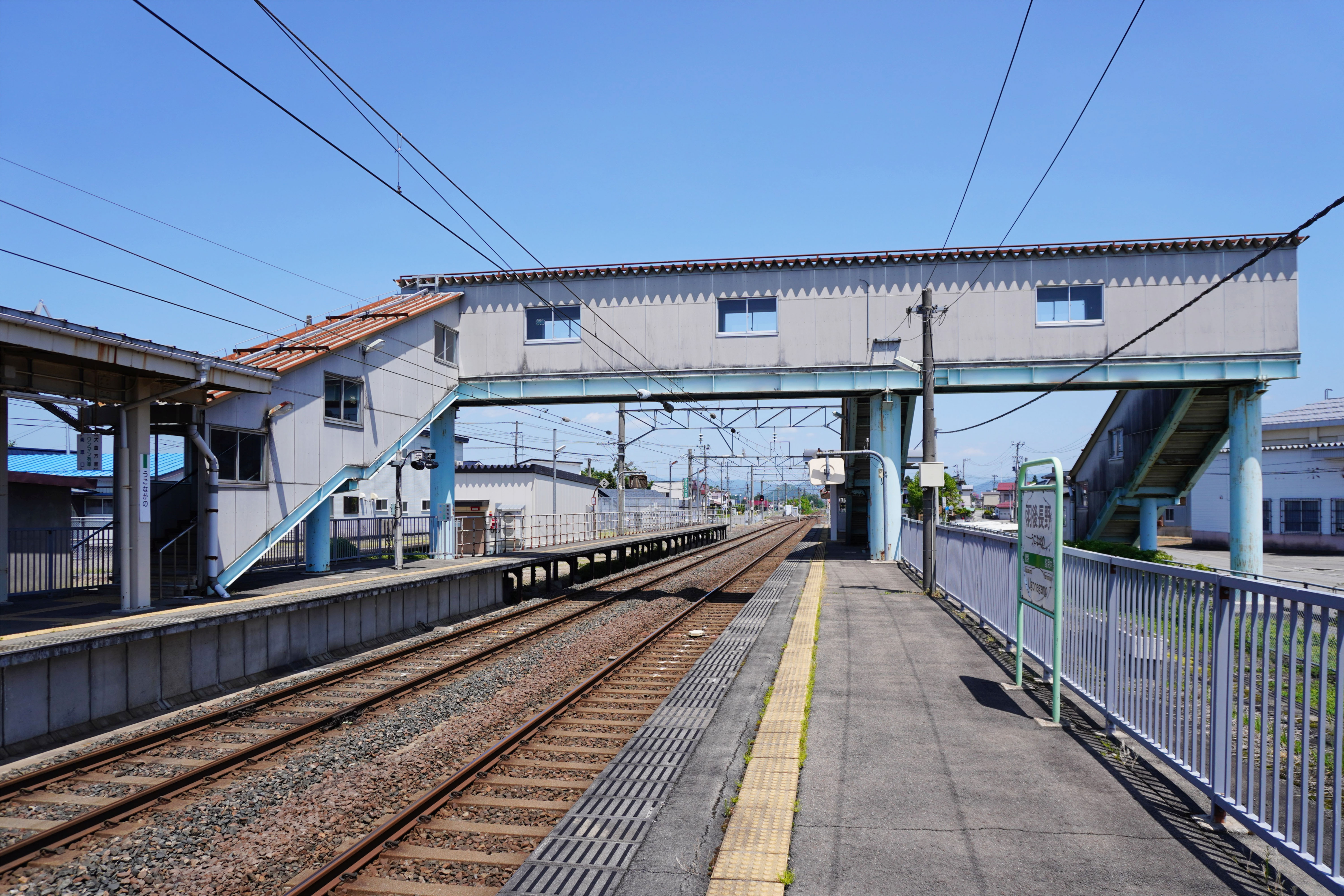
ホーム（2024年5月）

## 利用状況
JR東日本によると、2023年度（令和5年度）の1日平均乗車人員は77人である。
2000年度（平成12年度）以降の推移は以下のとおりである。
| 1日平均乗車人員推移 | 1日平均乗車人員推移 | 1日平均乗車人員推移 | 1日平均乗車人員推移 | 1日平均乗車人員推移 |
| 年度                | 定期外              | 定期                | 合計                | 出典                |
| ------------------- | ------------------- | ------------------- | ------------------- | ------------------- |
| 2000年（平成12年）  |                     |                     | 140                 | [ 利用客数 2 ]      |
| 2001年（平成13年）  |                     |                     | 133                 | [ 利用客数 3 ]      |
| 2002年（平成14年）  |                     |                     | 144                 | [ 利用客数 4 ]      |
| 2003年（平成15年）  |                     |                     | 145                 | [ 利用客数 5 ]      |
| 2004年（平成16年）  |                     |                     | 143                 | [ 利用客数 6 ]      |
| 2005年（平成17年）  |                     |                     | 122                 | [ 利用客数 7 ]      |
| 2006年（平成18年）  |                     |                     | 106                 | [ 利用客数 8 ]      |
| 2007年（平成19年）  |                     |                     | 89                  | [ 利用客数 9 ]      |
| 2008年（平成20年）  |                     |                     | 95                  | [ 利用客数 10 ]     |
| 2009年（平成21年）  |                     |                     | 112                 | [ 利用客数 11 ]     |
| 2010年（平成22年）  |                     |                     | 114                 | [ 利用客数 12 ]     |
| 2011年（平成23年）  |                     |                     | 109                 | [ 利用客数 13 ]     |
| 2012年（平成24年）  | 13                  | 86                  | 100                 | [ 利用客数 14 ]     |
| 2013年（平成25年）  | 12                  | 79                  | 91                  | [ 利用客数 15 ]     |
| 2014年（平成26年）  | 10                  | 76                  | 86                  | [ 利用客数 16 ]     |
| 2015年（平成27年）  | 10                  | 72                  | 83                  | [ 利用客数 17 ]     |
| 2016年（平成28年）  | 7                   | 73                  | 80                  | [ 利用客数 18 ]     |
| 2017年（平成29年）  | 8                   | 81                  | 89                  | [ 利用客数 19 ]     |
| 2018年（平成30年）  | 8                   | 84                  | 92                  | [ 利用客数 20 ]     |
| 2019年（令和元年）  | 7                   | 91                  | 99                  | [ 利用客数 21 ]     |
| 2020年（令和02年）  | 4                   | 67                  | 71                  | [ 利用客数 22 ]     |
| 2021年（令和03年）  | 4                   | 55                  | 60                  | [ 利用客数 23 ]     |
| 2022年（令和04年）  | 6                   | 62                  | 68                  | [ 利用客数 24 ]     |
| 2023年（令和05年）  | 7                   | 70                  | 77                  | [ 利用客数 1 ]      |

## 駅周辺
旧・中仙町の中心部に位置する。
- 秋田県道259号長信田羽後長野停車場線
- 秋田県道253号角館長野線
- 秋田県道306号豊岡長野線
- 秋田県道256号土川中仙線
- 大仙市役所中仙総合支所
- 中仙郵便局
- 国道105号
- 道の駅なかせん
- 大仙市中仙市民会館[8]
- 八乙女公園
  - 八乙女温泉「さくら荘」
  - 八乙女球場
- イオン中仙店
  - DCM中仙店
- 秋田銀行長野支店
- 秋田おばこ農業協同組合
  - 中仙本店（登記上の本店および総合本部は大曲地区の佐野町本店だが、信用事業勘定と共済事業の本部は中仙側に設置）
  - 中仙支店

## その他
駅舎およびホームで、映画「君は裸足の神を見たか」（1986年〈昭和61年〉公開）のロケが行われた。

## 隣の駅
東日本旅客鉄道（JR東日本）
■田沢湖線
鶯野駅 - 羽後長野駅 - 鑓見内駅

### 記事本文

#### 報道発表資料
1. ↑  「Suicaエリア外もチケットレスで! 東北エリアから「えきねっとQチケ」がはじまります (PDF)」（プレスリリース）、東日本旅客鉄道、2024年7月11日。2024年8月11日閲覧。

#### 新聞記事
1. ↑  「横堀など県内5駅 貨物取り扱い廃止」『秋田魁新報』秋田魁新報社、1980年9月20日、朝刊、15面。
2. ↑  「12直営駅を合理化 秋鉄局」『秋田魁新報』秋田魁新報社、1986年5月25日、朝刊、15面。
3. ↑  「新あきた風土記41 仙北郡中仙町 手痛い駅の無人化」『秋田魁新報』秋田魁新報社、1987年1月12日、朝刊、6面。
4. 1 2 3  交通新聞2009年4月7日

### 利用状況
1. 1 2  「各駅の乗車人員 2023年度 101位以下（8）| 企業サイト：JR東日本」東日本旅客鉄道。2025年7月17日閲覧。
2. ↑  「JR東日本：各駅の乗車人員（2000年度）」東日本旅客鉄道。2025年7月17日閲覧。
3. ↑  「JR東日本：各駅の乗車人員（2001年度）」東日本旅客鉄道。2025年7月17日閲覧。
4. ↑  「JR東日本：各駅の乗車人員（2002年度）」東日本旅客鉄道。2025年7月17日閲覧。
5. ↑  「JR東日本：各駅の乗車人員（2003年度）」東日本旅客鉄道。2025年7月17日閲覧。
6. ↑  「JR東日本：各駅の乗車人員（2004年度）」東日本旅客鉄道。2025年7月17日閲覧。
7. ↑  「JR東日本：各駅の乗車人員（2005年度）」東日本旅客鉄道。2025年7月17日閲覧。
8. ↑  「JR東日本：各駅の乗車人員（2006年度）」東日本旅客鉄道。2025年7月17日閲覧。
9. ↑  「JR東日本：各駅の乗車人員（2007年度）」東日本旅客鉄道。2025年7月17日閲覧。
10. ↑  「JR東日本：各駅の乗車人員（2008年度）」東日本旅客鉄道。2025年7月17日閲覧。
11. ↑  「JR東日本：各駅の乗車人員（2009年度）」東日本旅客鉄道。2025年7月17日閲覧。
12. ↑  「JR東日本：各駅の乗車人員（2010年度）」東日本旅客鉄道。2025年7月17日閲覧。
13. ↑  「JR東日本：各駅の乗車人員（2011年度）」東日本旅客鉄道。2025年7月17日閲覧。
14. ↑  「JR東日本：各駅の乗車人員（2012年度）」東日本旅客鉄道。2025年7月17日閲覧。
15. ↑  「各駅の乗車人員 2013年度 ベスト100以外（9）：JR東日本」東日本旅客鉄道。2025年7月17日閲覧。
16. ↑  「各駅の乗車人員 2014年度 ベスト100以外（9）：JR東日本」東日本旅客鉄道。2025年7月17日閲覧。
17. ↑  「各駅の乗車人員 2015年度 ベスト100以外（9）：JR東日本」東日本旅客鉄道。2025年7月17日閲覧。
18. ↑  「各駅の乗車人員 2016年度 ベスト100以外（9）：JR東日本」東日本旅客鉄道。2025年7月17日閲覧。
19. ↑  「各駅の乗車人員 2017年度 ベスト100以外（8）：JR東日本」東日本旅客鉄道。2025年7月17日閲覧。
20. ↑  「各駅の乗車人員 2018年度 ベスト100以外（8）：JR東日本」東日本旅客鉄道。2025年7月17日閲覧。
21. ↑  「各駅の乗車人員 2019年度 ベスト100以外（8）：JR東日本」東日本旅客鉄道。2025年7月17日閲覧。
22. ↑  「各駅の乗車人員 2020年度 101位以下（8）| 企業サイト：JR東日本」東日本旅客鉄道。2025年7月17日閲覧。
23. ↑  「各駅の乗車人員 2021年度 101位以下（8）| 企業サイト：JR東日本」東日本旅客鉄道。2025年7月17日閲覧。
24. ↑  「各駅の乗車人員 2022年度 101位以下（8）| 企業サイト：JR東日本」東日本旅客鉄道。2025年7月17日閲覧。